# Karel Kolomazník
Karel Kolomazník (* 3. května 1938 Kroměříž) je český vědec, vysokoškolský pedagog a profesor v oboru organické chemie, polymerů a environmentálního inženýrství. Stal se známým díky inovativnímu postupu při zpracování tukových odpadů z kožedělného průmyslu. Získal řadu zahraničních a českých ocenění. 
Dne 28. října 2018 byl oceněn medaili Za zásluhy I. třídy. 

## Život
Narodil se v Kroměříži a chtěl se stát strojvedoucím. Na doporučení třídního učitele na základní škole se však rozhodl pokračovat ve studiu, a tak v roce 1962 promoval na Vysoké škole chemicko-technologické v Praze, kde získal titul inženýra, a v roce 1967 obhájil doktorát. V roce 1969 nastoupil jako vědecký asistent na Fakultu technologickou Vysokého učení technického v Brně, která se nacházela v tehdejším Gottwaldově. Začal se věnovat tématu zpracování odpadů z koželužského, potravinářského a textilního průmyslu a později zde působil jako odborný asistent. Od roku 1984 je mezinárodním expertem ERRC a mezinárodním konzultantem v US-AEP (US-Asia Environmental Partnership) a UNIDO ve Vídni. V 80. letech absolvoval stáž v USA, a to ve výzkumném centru amerického ministerstva zemědělství.
V roce 1988 habilitoval na doktora věd na Vysokém učení technickém v Brně a v roce 1991 byl jmenován profesorem. Na jaře 1990 dostal pozvání z USA na pokračování ve společné práci v Americe, jelikož zde vyvinuli novou metodu na zpracování kožedělných odpadů, při níž se z nich odděloval škodlivý chrom. Na tuto metodu poskytli Československu licenci, avšak zpracovaná kožní hmota obsahovala poměrně vysoké množství popela, a to 30 až 40 %. Proto vyvinul takovou technologii, při níž se množství popela výrazně snížilo, na což následně získali patent. Přínosem této technologie také bylo, že dokázala průmyslově oddělit chrom od kožní bílkoviny, která navíc našla uplatnění v zemědělství jako organické dusíkaté hnojivo. Za tento výzkum obdržel významné ocenění Rolex Award. V roce 2001 byla zlínská Fakulta technologická Vysokého učení technického v Brně přejmenována na Fakultu technologickou Univerzity Tomáše Bati ve Zlíně. V té době byl na fakultě založen Institut informačních technologií, kde byl jedním z předních výzkumníků. V roce 2006 nastoupil na nově založenou Fakultu aplikované informatiky, kde zastává pozici profesora inženýrství.
Ve své vědecké činnosti se věnuje výzkumu zpracování odpadů z kožedělného průmyslu, kde vstupní surovinou jeho procesu na zpracování tukových odpadů je mázdra, což je koželužský tuk. Jedná se o směs podkožního vaziva a tuku, jehož obsah bývá kolem 60 až 70 %. Proto vyvinul postup, který odděluje bílkovinu od tuku a následně se bílkovina zpracovává na kvalitní želatinu a tuk na bionaftu, na což obdržel český patent. Při deproteinizaci se při zpracování koželužského odpadu získává nejen bionafta, ale i vysoce jakostní protein, který se pak využívá v ekologickém zemědělství k výrobě biostimulátorů k podpoře rezistence rostlin. Na tento proces získal evropský patent. Jeho technologie využívají i nadnárodní společnosti. Společnost Nike ve Vietnamu implementovala jeho patentovanou technologii pro zpracování manipulačního odpadu z kožedělného průmyslu včetně aplikace produktů. Ve spolupráci s koželužnou nizozemské obuvnické společnosti ECCO a mexickou koželužnou v Leónu úspěšně otestoval technologii recyklace potenciálně nebezpečného chromově činěného odpadu.
Je držitelem mnoha národních i mezinárodních ocenění a uznání. Jeho první ocenění přišlo v roce 1977, kdy získal se svými kolegy Zlatou medaili EUREKA na 32. světové výstavě v Bruselu a ve stejném roce Cenu ministra zemědělství Belgie. Následovaly další. Nejvýznamnější cenu, kterou obdržel, je Rolex Award for Enterprise v roce 1998, což je taková „menší Nobelova cena“. Od Americké asociace kožedělných chemiků (American Leather Chemists Association) jej ocenila cenou ALSOP Award a na summitu SIPS 2021 byl jmenován jednou z čestných osobností. V roce 2014 obdržel české ocenění Česká hlava, a to v kategorii Inovace pro přírodní vědy.
Za svou práci byl u příležitosti oslav výročí vzniku Československa 28. října 2018 vyznamenán prezidentem Milošem Zemanem medailí Za zásluhy I. třídy.

## Ocenění
- Zlatá medaile EUREKA EU, Belgie (1997)
- Zvláštní cena Ministerstva zemědělství, Belgie (1997)
- Rolex Award for Enterprise, Švýcarsko (1998)
- Scientific Achievement Award, USA (2001)
- ALSOP Award, USA (2009)
- Cena Siemens (3. místo), Česko (2012)
- Česká inovace (2.–3. místo), Česko (2012)
- Česká hlava, Česko (2014)
- Medaile Za zásluhy  I. stupně (2018)
- Čestná osobnost na summitu SIPS 2021